# Choose Your Own Adventure (album de Kinobe)
 (janvier 2024).
Si vous disposez d'ouvrages ou d'articles de référence ou si vous connaissez des sites web de qualité traitant du thème abordé ici, merci de compléter l'article en donnant les références utiles à sa vérifiabilité et en les liant à la section « Notes et références ».
Albums de Kinobe
Wide Open
(2004)
Choose Your Own Adventure est le quatrième album du groupe Kinobe, sorti en  2009.

## Liste des pistes
| 1.      | Celestion         | 4:25 |
| 2.      | Hold Me Closer    | 4:00 |
| 3.      | Chasing Clouds    | 4:16 |
| 4.      | Bring It On Home  | 4:52 |
| 5.      | Cry Baby          | 3:41 |
| 6.      | Rock To The Rythm | 4:14 |
| 7.      | Dragonfly         | 2:50 |
| 8.      | Everytime         | 3:50 |
| 9.      | Bombay Mix        | 5:10 |
| 10.     | A Small Island    | 4:01 |
| 11.     | Everlast          | 5:23 |
| 12.     | Ok Choral         | 4:36 |
| 13.     | Throw It Away     | 4:21 |
| 14.     | Hammock Hill      | 4:47 |
| 15.     | Sundog            | 3:39 |
| 1:04:05 |                   |      |